# Hartenstein, Nürnberger Land
Hartenstein là một đô thị ở Nürnberger Land bang Bayern thuộc nước Đức.